# Wes Montgomery
Pour les articles homonymes, voir Montgomery.
John Leslie « Wes » Montgomery (né à Indianapolis le 6 mars 1923 – mort à Indianapolis le 15 juin 1968) est un guitariste de jazz américain.
Il est considéré comme un guitariste de jazz majeur, dans la lignée de Django Reinhardt et Charlie Christian, ayant influencé George Benson, Kenny Burrell, Royce Campbell, Grant Green, Steve Howe, Russell Malone, Pat Martino, Pat Metheny, Jimmy Gourley, Sean Gourley, Lee Ritenour, Joe Diorio, David Becker, Randy Napoleon et Emily Remler.

## Éléments biographiques
Son surnom « Wes » vient du diminutif de son deuxième prénom, Leslie.
Wes Montgomery, a 19 ans quand il entend Solo Flight, de Charlie Christian : il court alors s'acheter une guitare électrique. Il commence par l'imiter. Un an plus tard il rejoue les solos de Charlie Christian dans des clubs locaux… Autodidacte, il n'aura pas le temps d'acquérir une formation musicale.
Ses deux frères sont également musiciens.  Monk Montgomery est bassiste, Buddy Montgomery (en) vibraphoniste. Ils forment un trio, les Montgomery Brothers (en) qui se produit dans les clubs d'Indianapolis et enregistre des disques.
En 1948, Wes est engagé dans l'orchestre de Lionel Hampton : il y passera deux ans en tournée avant de revenir à Indianapolis jouer avec ses frères.
Marié jeune, il doit nourrir une famille de huit personnes. Il travaille le jour comme soudeur dans une usine de composants électroniques : à 15 heures il rentre se reposer, repart jouer dans les bars, puis sur la scène de clubs de jazz presque toute la nuit.
En 1959 il est découvert par Cannonball Adderley, qui produit deux de ses disques : The Wes Montgomery Trio, accompagné de l'organiste Melvin Rhyne, puis The Incredible Jazz Guitar of Wes Montgomery, ce dernier étant jugé comme étant l'un de ses meilleurs.
Il joue avec de grands musiciens de jazz  : Milt Jackson, Johnny Griffin, John Coltrane, Wynton Kelly, Cannonball Adderley, Jimmy Smith, Jimmy Cobb...
Il meurt à 45 ans d'une crise cardiaque.
Wes Montgomery est le grand-père de l'acteur américain Anthony Montgomery.

## Technique
La technique de jeu de Wes Montgomery, se distingue par l'usage du pouce de la main droite en lieu et place du médiator. Selon la légende, il aurait appris et développé cette technique pour ne pas gêner sa femme et ses voisins qui se plaignaient du bruit. Plus précisément, sa femme se plaignait essentiellement du fait qu'il puisse réveiller les enfants. Il a donc mis au point une technique au toucher d'une légèreté rarement égalée.
Il utilisait son pouce avec une rapidité surprenante, et frottait les cordes de haut en bas comme de bas en haut, donnant un style unique reconnaissable.
Il  popularisa le jeu en octaves, , en doublant la note à l'octave ou en double octave, bien que Django Reinhardt eût déjà abordé cette technique avant guerre. Il a utilisé la technique du comping, jeu en accords des pianistes caractéristique du style de Barney Kessel avant lui.
D'après le professeur de guitare Wolf Marshall, Wes Montgomery improvisait ses solos en trois parties : il commençait par des répétitions de notes tirées des gammes et 
modes utilisés ; puis il jouait une mélodie en octaves, et enfin finissait par des accords.

## Carrière
Wes Montgomery a tourné avec l'orchestre du vibraphoniste Lionel Hampton de juillet 1948 à janvier 1950 et a alors participé aux enregistrements de l'orchestre. Wes Montgomery est ensuite retourné à Indianapolis et , sauf une session en 1955, n'a plus rien enregistré avant décembre 1957. Il a alors enregistré avec ses frères Monk et Buddy et avec le trompettiste Freddie Hubbard qui a fait ses premiers enregistrements avec Wes. La plupart des enregistrements de Montgomery et ses frères furent produits par le label Pacific Jazz records.
En 1959, Wes Montgomery signe avec Riverside Records, où il restera jusqu'à la faillite de ce label en 1963. Les enregistrements de cette époque sont considérés par les historiens du jazz comme les meilleurs et les plus influents. Deux sessions d'enregistrement en janvier 1960 on mené à l'album The Incredible Jazz Guitar of Wes Montgomery,  menées avec le pianiste Tommy Flanagan, le bassiste Percy Heath et le batteur Albert « Tootie » HeathY figurent les célèbres:  Four on Six et West Coast Blues
Presque tous les enregistrements de Wes Montgomery sous le label Riverside le présentent dans une petite formation, souvent un trio (et toujours avec l'organiste Melvin Rhyne qui l'accompagnait à Indianapolis, ) un quartet ou un quintet, jouant un mélange de hard-swing et de ballade. Par exception, l'album Fusion est le premier enregistré par Wes avec un ensemble à cordes. Le set avec le virtuose du vibraphone Milt Jackson est mémorable.
En 1964, Wes Montgomery opte pour le label Verve Records pour deux ans.Nombre d'albums incluent un orchestre, orienté vers les cuivres (Movin’ Wes),  les cordes (Bumpin’, Tequila), ou  les deux (Goin’ Out of My Head, California Dreamin’).
Il est considéré comme l'inventeur du smooth jazz, l'album Bumpin’ a inspiré de nombreux enregistrements.
Au moment de la sortie de son premier album sous le label A&M Records, il avait presque abandonné le jazz pour le marché lucratif de la pop. Les trois albums sortis en 1967-1968 sont accompagnés d'un orchestre et reprennent les titres célèbres de l'époque (Scarborough Fair, I Say a Little Prayer, Eleanor Rigby, etc.), avec Montgomery utilisant les octaves pour jouer la mélodie. Ces trois albums furent ses plus grands succès commerciaux (Windy entra dans les charts américains).

## Matériel
Wes Montgomery a toujours utilisé des guitares Gibson,  principalement le modèle « L-5 CES, » à table massive,  mais utilisa parfois en début de carrière la Gibson ES-175, .

## Décès
En juin 1968, Wes Montgomery a 45 ans et il est au sommet de sa popularité. Il  revient à son domicile d'Indianapolis après une tournée avec son quintet. Le 15 juin, à son réveil , il annonce à sa femme qu'il ne se sent pas bien, puis s'effondre, victime d'un arrêt cardiaque. 
La ville d'Indianapolis a nommé un parc en son honneur en 1970.

## Discographie

### Riverside (1958–1964)
- 1958:  Fingerpickin'
- 1958:  Far Wes
- 1959:  The Wes Montgomery Trio
- 1959: Yesterdays
- 1959:  Pretty Blue
- 1960:  The Incredible Jazz Guitar of Wes Montgomery
- 1960:  Cannonball Adderley and the Poll-Winners
- 1960:  Movin' Along
- 1961:  So Much Guitar
- 1961: George Shearing & The Montgomery Brothers (Love Walked In) (Jazzland)
- 1962: Bags Meets Wes! (avec Milt Jackson)
- 1962: Wes and Friends (avec Milt Jackson & George Shearing - albums Bags meets Wes! & Love walked In) (Milestone)
- 1962:  Full House
- 1963: Fusion!: Wes Montgomery with Strings (arrangé par Jimmy Jones)
- 1963:  Boss Guitar
- 1963:  Portrait of Wes
- 1963:  Guitar on the Go
- 1963:  The Alternative Wes Montgomery
- 1964:  Panorama

### Verve (1964–1966)
- 1964:  Movin' Wes
- 1965:  Bumpin' (arrangé et conduit par Don Sebesky)
- 1965:  Smokin' at the Half Note (avec Wynton Kelly Trio)
- 1965:  Goin' Out of My Head (arrangé et conduit par Oliver Nelson)
- 1966:  California Dreaming (arrangé et conduit par Don Sebesky)
- 1966:  Further Adventures of Jimmy and Wes (avec Jimmy Smith)
- 1966: Tequila (arrangé et conduit par Claus Ogerman)
- 1966: Jimmy & Wes: The Dynamic Duo (avec Jimmy Smith)
- 1969:  Willow Weep for Me
- 1970:  Eulogy

### A&M (1967–1968)
- 1967:  A Day in the Life (arrangé et conduit par Don Sebesky) (A&M Records/CTI Records)
- 1968:  Down Here on the Ground (arrangé et conduit par Don Sebesky) (A&M/CTI)
- 1968:  Road Song (arrangé et conduit par Don Sebesky) (A&M/CTI)

### Resonance Records
- 2017 : Smokin' in Seattle : Live at the Penthouse (avec Wynton Kelly Trio) (enregistré en 1966)

### Invité
- 1960: Cannonball Adderley and the Poll Winners de Cannonball Adderley)
- 1960: West Coast Blues! de Harold Land)
- 1960: Work Song de Nat Adderley)